# Wesselin Zinsow
Wesselin Zinsow (bulgarisch Веселин Цинзов; * 29. Juli 1986 in Samokow) ist ein ehemaliger bulgarischer Skilangläufer.

## Werdegang
Zinsow nahm von 2004 bis 2019 an Wettbewerben der Fédération Internationale de Ski teil. Seine besten Platzierungen bei den nordischen Skiweltmeisterschaften 2005 in Oberstdorf waren der 74. Rang im Sprint und der 22. Platz im Teamsprint. Seit 2006 tritt er vorwiegend beim Balkancup an. Dabei holte er 34 Siege und gewann 2006, 2008, 2011, 2013, 2016 und 2017 die Gesamtwertung. Sein erstes Weltcuprennen lief er im Dezember 2007 in Kuusamo, das er auf den 84. Platz über 15 km klassisch beendete. Bei den nordischen Skiweltmeisterschaften 2009 in Liberec war der 41. Platz im 50-km-Massenstartrennen sein bestes Ergebnis. Im Januar 2010 holte er in Rybinsk mit dem 21. Platz im 30-km-Verfolgungsrennen seine ersten Weltcuppunkte. Bei den Olympischen Winterspielen 2010 in Vancouver erreichte er den 50. Platz über 15 km Freistil. Den 59. Rang im 30-km-Verfolgungsrennen und der 46. Platz über 15 km klassisch belegte er bei den nordischen Skiweltmeisterschaften 2011 in Oslo. Im Januar 2013 gewann er den Biela Stopa über 45 km Freistil. Sein bestes Resultat bei den nordischen Skiweltmeisterschaften 2013 im Val di Fiemme war der 48. Platz im 30-km-Skiathlon. Im Januar 2014 schaffte er in Szklarska Poręba mit dem 14. Platz im 15-km-Massenstartrennen sein bisher bestes Weltcupeinzelergebnis. Bei den Olympischen Winterspielen 2014 in Sotschi holte er den 41. Platz über 15 km klassisch und den 19. Rang im Teamsprint. Im Februar 2015 errang er bei den nordischen Skiweltmeisterschaften 2015 in Falun den 63. Platz im Sprint und den 39. Rang über 15 km Freistil und im Skiathlon. Die Tour de Ski 2015 beendete er auf dem 38. Platz. In der Saison 2015/16 belegte er den 39. Platz bei der Nordic Opening in Ruka und den 42. Rang bei der Tour de Ski 2016. Nach Platz 45 bei der Weltcup-Minitour in Lillehammer zu Beginn der Saison 2016/17, holte er neun Siege in Balkan Cup. Bei den nordischen Skiweltmeisterschaften 2017 in Lahti errang er den 48. Platz über 15 km klassisch. Bei den Olympischen Winterspielen 2018 in Pyeongchang lief er auf den 59. Platz im Sprint, auf den 36. Rang über 15 km Freistil und auf den 23. Platz zusammen mit Yordan Chuchuganov im Teamsprint. Letztmals international startete er bei den nordischen Skiweltmeisterschaften 2019 in Seefeld in Tirol, wo er den 40. Platz über 15 km klassisch errang.

## Erfolge

### Siege bei Continental-Cup-Rennen
| Nr. | Datum             | Ort        | Disziplin           | Serie              |
| --- | ----------------- | ---------- | ------------------- | ------------------ |
| 1.  | 10. Februar 2006  | Witoscha   | 15 km Freistil      | Balkan-Cup         |
| 2.  | 11. Februar 2006  | Witoscha   | 15 km Freistil Mst. | Balkan-Cup         |
| 3.  | 12. Januar 2008   | Borowez    | 10 km Freistil      | Balkan-Cup         |
| 4.  | 13. Januar 2008   | Borowez    | 15 km Freistil      | Balkan-Cup         |
| 5.  | 30. Januar 2008   | Mavrovo    | 5 km Freistil       | Balkan-Cup         |
| 6.  | 31. Januar 2008   | Mavrovo    | 10 km Freistil      | Balkan-Cup         |
| 7.  | 23. März 2008     | Bursa      | 10 km Freistil      | Balkan-Cup         |
| 8.  | 17. Januar 2009   | Borowez    | 10 km klassisch     | Balkan-Cup         |
| 9.  | 18. Januar 2009   | Borowez    | 15 km Freistil      | Balkan-Cup         |
| 10. | 8. Januar 2011    | Bansko     | 15 km klassisch     | Balkan-Cup         |
| 11. | 9. Januar 2011    | Bansko     | 10 km Freistil      | Balkan-Cup         |
| 12. | 5. Februar 2011   | Metsovo    | Sprint klassisch    | Balkan-Cup         |
| 13. | 6. Februar 2011   | Metsovo    | 15 km Freistil      | Balkan-Cup         |
| 14. | 16. Februar 2011  | Mavrovo    | 10 km Freistil      | Balkan-Cup         |
| 15. | 17. Februar 2011  | Mavrovo    | 10 km Freistil      | Balkan-Cup         |
| 16. | 3. März 2012      | Pale       | 10 km Freistil      | Balkan-Cup         |
| 17. | 4. März 2012      | Pale       | 10 km Freistil      | Balkan-Cup         |
| 18. | 8. März 2012      | Bansko     | Sprint klassisch    | Balkan-Cup         |
| 19. | 9. März 2012      | Bansko     | 20 km Skiathlon     | Balkan-Cup         |
| 20. | 12. Januar 2013   | Metsovo    | Sprint Freistil     | Balkan-Cup         |
| 21. | 13. Januar 2013   | Metsovo    | 10 km Freistil      | Balkan-Cup         |
| 22. | 2. März 2013      | Mavrovo    | 10 km Freistil      | Balkan-Cup         |
| 23. | 3. März 2013      | Mavrovo    | 10 km Freistil      | Balkan-Cup         |
| 24. | 22. März 2016     | Mavrovo    | 10 km Freistil      | Balkan-Cup         |
| 25. | 17. Januar 2017   | Zlatibor   | 15 km Freistil      | Balkan-Cup         |
| 26. | 18. Januar 2017   | Zlatibor   | 10 km Freistil      | Balkan-Cup         |
| 27. | 21. Januar 2017   | Metsovo    | 10 km Freistil      | Balkan-Cup         |
| 28. | 22. Januar 2017   | Metsovo    | 10 km Freistil      | Balkan-Cup         |
| 29. | 28. Januar 2017   | Pale       | 10 km Freistil      | Balkan-Cup         |
| 30. | 29. Januar 2017   | Pale       | 10 km Freistil      | Balkan-Cup         |
| 31. | 4. Februar 2017   | Ravna Gora | 10 km klassisch     | Balkan-Cup         |
| 32. | 15. Februar 2017  | Mavrovo    | 10 km Freistil      | Balkan-Cup         |
| 33. | 24. März 2017     | Bansko     | 10 km klassisch     | Balkan-Cup         |
| 34. | 21. Dezember 2017 | Syanki     | 10 km Freistil      | Eastern-Europe-Cup |
| 35. | 22. Dezember 2017 | Syanki     | 10 km klassisch     | Eastern-Europe-Cup |
| 36. | 17. März 2018     | Bansko     | 10 km klassisch     | Balkan-Cup         |

### Siege bei Skimarathon-Rennen
- 2013 Biela Stopa, 45 km Freistil

## Teilnahmen an Weltmeisterschaften und Olympischen Winterspielen

### Olympische Spiele
- 2010 Vancouver: 50. Platz 15 km Freistil
- 2014 Sotschi: 19. Platz Teamsprint klassisch, 41. Platz 15 km klassisch, 52. Platz 30 km Skiathlon
- 2018 Pyeongchang: 23. Platz Teamsprint Freistil, 36. Platz 15 km Freistil, 59. Platz Sprint klassisch

### Nordische Skiweltmeisterschaften
- 2005 Oberstdorf: 22. Platz Teamsprint Freistil, 74. Platz Sprint klassisch, 85. Platz 15 km Freistil
- 2007 Sapporo: 50. Platz 15 km Freistil, 55. Platz 30 km Verfolgung, 57. Platz Sprint klassisch
- 2009 Liberec: 41. Platz 50 km Freistil Massenstart, 53. Platz 15 km klassisch, 56. Platz Sprint Freistil
- 2011 Oslo: 46. Platz 15 km klassisch, 59. Platz 30 km Verfolgung
- 2013 Val di Fiemme: 48. Platz 30 km Skiathlon, 70. Platz Sprint klassisch, 78. Platz 15 km Freistil
- 2015 Falun: 39. Platz 30 km Skiathlon, 39. Platz 15 km Freistil, 63. Platz Sprint klassisch
- 2017 Lahti: 48. Platz 15 km klassisch
- 2019 Seefeld in Tirol: 40. Platz 15 km klassisch

## Weltcup-Statistik
Die Tabelle zeigt die erreichten Platzierungen im Einzelnen.
- 1.–3. Platz: Anzahl der Podiumsplatzierungen
- Top 10: Anzahl der Platzierungen unter den ersten zehn
- Punkteränge: Anzahl der Platzierungen innerhalb der Punkteränge
- Starts: Anzahl gelaufener Rennen in der jeweiligen Disziplin
- Hinweis: Bei den Distanzrennen erfolgt die Einordnung gemäß FIS.

| Platzierung         | Distanzrennen a | Distanzrennen a | Distanzrennen a | Distanzrennen a | Distanzrennen a | Skiathlon Verfolgung | Sprint | Etappen- rennen b | Gesamt | Team c | Team c  |
| Platzierung         | ≤ 5 km          | ≤ 10 km         | ≤ 15 km         | ≤ 30 km         | > 30 km         | Skiathlon Verfolgung | Sprint | Etappen- rennen b | Gesamt | Sprint | Staffel |
| ------------------- | --------------- | --------------- | --------------- | --------------- | --------------- | -------------------- | ------ | ----------------- | ------ | ------ | ------- |
| 1. Platz            |                 |                 |                 |                 |                 |                      |        |                   |        |        |         |
| 2. Platz            |                 |                 |                 |                 |                 |                      |        |                   |        |        |         |
| 3. Platz            |                 |                 |                 |                 |                 |                      |        |                   |        |        |         |
| Top 10              |                 |                 |                 |                 |                 |                      |        |                   |        |        |         |
| Punkteränge         | 1               | 1               | 2               |                 |                 | 1                    |        |                   | 5      |        |         |
| Starts              | 1               | 11              | 29              | 3               |                 | 16                   | 22     | 7                 | 89     |        |         |
| Stand: Karriereende |                 |                 |                 |                 |                 |                      |        |                   |        |        |         |